# Moins !
Moins ! (sous-titré Journal romand d'écologie politique) est une publication bimestrielle de Suisse romande consacrée à l'écologie politique et à la décroissance.

## Description
Moins ! journal romand d'écologie politique est un bimestriel suisse romand d'écologie politique créé en 2012, sous l’impulsion de militants du « Réseau objection de croissance » (ROC) vaudois.
« Libre de toute attache politicienne » selon son site, il vise à promouvoir et diffuser les idées de la décroissance en alliant sur une trentaine de pages articles d’actualité, témoignages locaux et textes de fond. Ses rédacteurs et dessinateurs sont bénévoles. 
Ne contenant aucune publicité, il est vendu selon le principe du prix libre, tant au numéro qu’à l’abonnement. Il est également disponible en kiosque, au prix de 5 francs suisses.
Le journal dispose d'un local et d'une bibliothèque autogérée, au sous-sol de la librairie « Basta ! », à Lausanne.